# Carlos Kolungia
Carlos Alberto Kolungia fue un militar argentino con el grado de contraalmirante. Fue secretario de Marina en dos oportunidades: desde el 24 de septiembre de 1962 hasta el 6 de diciembre del mismo año y desde el 8 de abril de 1963 hasta el 12 de octubre del mismo año. Ambos bajo la presidencia de José María Guido.

## Reseña
Pasó a retiro obligatorio en la revuelta de julio de 1959 junto al almirante Adolfo B. Estévez, con quien estaba vinculado.
Después del primer enfrentamiento entre "Azules y Colorados" en 1962, las Fuerzas Armadas cambiaron sus secretarios militares. El teniente general Benjamín Rattenbach asumió como secretario de Ejército, y como secretario de Marina fue designado el contraalmirante Kolungia el 24 de septiembre de 1962, después de la renuncia de su antecesor, el almirante Gastón Clement, disconforme con el apoyo del presidente José María Guido a la facción "azul". Presentó la renuncia el 6 de diciembre, y fue sustituido por el vicealmirante Carlos A. Garzoni.
Después de su alejamiento regresó y volvió a ser titular de la Secretaría de Marina el 8 de abril de 1963. Allí estuvo por unos meses hasta su relevo definitivo.